# École franco-américaine de Chicago
L'école franco-américaine de Chicago - EFAC (French-American School of Chicago) est une école internationale française située à Lincoln Park, Chicago, Illinois (États-Unis). 
Les cours du primaire et de collège ont lieu à l'école élémentaire Abraham Lincoln tandis que les cours de lycée ont lieu à la Lincoln Park High School. 
L'école a ouvert ses portes en 1981 et le lycée en 1995.
Les élèves de la division des lycées peuvent vivre n'importe où dans la ville de Chicago, mais seules les personnes vivant dans la zone de l'école élémentaire Abraham Lincoln peuvent suivre le programme de l'école élémentaire et du collège.